# Nadlesk
Nadlesk je naselje v Občini Loška dolina.
Vas Nadlesk leži na Loškem polju v občini Loška dolina. Vas (Nedelesch) je prvič omenjena leta 1269. V vasi stoji cerkev sv. Jederti. Na hribu (Nadleški hrib) nad vasjo je bil v rimskih časih vojaški kohortni tabor, velikosti 150x150 metrov. Med drugo svetovno vojno je v bližini vasi delovalo zavezniško letališče s strani zaveznikov poimenovano Piccadilly Club. 

## Prebivalstvo
Etnična sestava 1991:
- Slovenci: 151 (92,1 %)
- Hrvati: 12 (7,3 %)
- Srbi: 1